# Ondřej Lingr
Ondřej Lingr, né le 7 octobre 1998 à Havířov en Tchéquie, est un footballeur international tchèque qui évolue au poste de milieu offensif au Slavia Prague.

## Biographie

### MFK Karviná
Né à Havířov en Tchéquie, Ondřej Lingr est formé par le MFK Karviná, avec qui il fait ses débuts en professionnel le 12 mai 2017, lors d'un match de championnat face au Sparta Prague lors de la saison 2016-2017. Il entre en jeu lors de cette partie qui se solde par un match nul (1-1). Il inscrit son premier but en professionnel le 9 août 2017, lors d'un match de coupe de Tchéquie face au FC TVD Slavičín, contre qui son équipe s'impose par deux buts à zéro.
Lingr s'impose véritablement en équipe première au cours de la saison 2018-2019.

### Slavia Prague
Le 6 août 2020, Ondřej Lingr s'engage en faveur du Slavia Prague, pour un contrat de quatre saisons.
À l'issue de la saison 2020-2021 il remporte le championnat, le Slavia étant sacré champion de République tchèque.
Il joue son premier match de Ligue des champions lors des préliminaires, face au Ferencváros TC. Il entre en jeu à la place de Tomáš Holeš et son équipe s'incline par deux buts à zéro,.

### Feyenoord Rotterdam
Le 24 août 2023, Ondřej Lingr rejoint le Feyenoord Rotterdam sous la forme d'un prêt d'une saison avec option d'achat.
Lingr inscrit son premier but pour Feyenoord le 16 septembre 2023, à l'occasion d'une rencontre de championnat face au SC Heerenveen. Entré en jeu à la place de Luka Ivanušec, il participe à la victoire de son équipe par six buts à un,.

### Retour au Slavia Prague
Le 3 septembre 2024, un an après son arrivée au Feyenoord Rotterdam, Ondřej Lingr quitte le club et fait son retour au Slavia Prague. Il signe un contrat de quatre ans, soit jusqu'en juin 2028.

### En sélection
Avec les moins de 17 ans, il participe au championnat d'Europe des moins de 17 ans en 2015. Lors de cette compétition organisée en Bulgarie, il joue deux matchs. Il se met en évidence en inscrivant un but lors de la première rencontre disputée face à la Slovénie. Avec un bilan d'une seule victoire et deux défaites, la Tchéquie ne dépasse pas le premier tour du tournoi.
Avec les moins de 19 ans, il marque un but en amical contre la Belgique, le 6 septembre 2016 (défaite 4-1). Il inscrit ensuite un deuxième but contre la Hongrie, le 22 mars 2017. Ce match gagné 1-2 entre dans le cadre des éliminatoires du championnat d'Europe. Il participe quelques semaines à la phase finale du championnat d'Europe qui se déroule en Géorgie. Lors de cette compétition, il joue deux matchs. La Tchéquie s'incline en demi-finale face à l'Angleterre.
Ondřej Lingr fête sa première sélection avec l'équipe de Tchéquie espoirs le 9 juin 2019, en amical face à la Slovaquie. Lors de cette rencontre, il entre en jeu en cours de partie, et son équipe s'impose par deux buts à un.
Ondřej Lingr honore sa première sélection avec l'équipe nationale de Tchéquie le 24 mars 2022, à l'occasion d'un match de barrage pour la coupe du monde 2022 contre la Suède. Il entre en jeu et son équipe s'incline par un but à zéro.
Il est retenu dans la liste des 26 joueurs tchèques du sélectionneur Ivan Hašek pour participer à l'Euro 2024. Remplaçant sur l'ensemble des matchs (Portugal, Turquie et Géorgie), il sera éliminé avec son équipe dès le premier tour. 

## Palmarès
SK Slavia Prague
- Championnat de Tchéquie (1) :
  - Champion : 2020-21.
- Coupe de Tchéquie (1) :
  - Vainqueur : 2020-21.